# Falsoparmena malaccensis
Falsoparmena malaccensis là một loài bọ cánh cứng trong họ Cerambycidae.